# 雲端補習
雲端補習，是一種透過網際網路提供用戶用來補習與線上學習的服務。
通常情況下，雲端補習總是包括一組客戶端軟體和一組網路頁面，提供擴充性強大的主機，伴隨著簡單的操作介面，完整的課程內容，讓使用者在任何時間可以進行學習服務，雲端補習顧名思義就是將實體的課業補習（老師授課、測驗作答、課業輔導、同學社群）移轉到雲端上提供服務，透過雲端補習可以彌補傳統補習的場地、距離等問題。
透過雲端補習老師可以同時對為數眾多的同學進行授課，學生也不需要集中在一個場地聽課，而是能透過任何裝置（雲端特色）進行學習活動。
各國政府因應雲端運算的趨勢，也紛紛推出相關政策，而在2019冠状病毒病疫情爆发后，校外培训机构大多转移至线上继续运作。例如中华人民共和国政府在因为疫情封校停课后推广钉钉等云端补习应用来维持教学任务的继续运行。